# Olaus Olai Wexionius
Olaus Olai (Olof) Wexionius, född 1626 i Växjö, död 20 april 1671 i Åbo, var en svensk-finländsk professor och rektor för Kungliga Akademien i Åbo. 
Olaus Olai Wexionius var son till Olof Angermannus (Olaus Olai) och Gunilla Erlandsdotter och bror till Michael Gyldenstolpe. 
Wexionius blev elev vid katedralskolan i Växjö runt år 1632. Han skrevs in vid Kungliga Akademien i Åbo år 1644. Wexionius tjänstgjorde under åren 1652–1656 som professor i praktisk filosofi (historia och politik) vid universitetet i Dorpat och Wexionius var även professor i retorik vid samma universitet åren 1653 till 1655. År 1656 flydde han till Åbo, undan det annalkande kriget. 
Vid Kungliga Akademien i Åbo tjänstgjorde han från 1658 som professor samt var rektor mellan åren 1660–1661 och 1667–1668.
Han ingick sitt första äktenskap år 1654 med Katarina Eskilsdotter Petraeus (död 1665), dotter till Aeschillus Petraeus. År 1667 ingick han sitt andra äktenskap med Magdalena Wallenstierna (död 1685). I det första äktenskapet föddes Olof Wexionius.